# Platycapsus
Platycapsus is een geslacht van wantsen uit de familie van de Miridae (Blindwantsen). Het geslacht werd voor het eerst wetenschappelijk beschreven door Odo Reuter in 1904.

## Soorten
Het genus bevat de volgende soorten:

- Platycapsus acaciae Reuter, 1904
- Platycapsus burae (Odhiambo, 1960)
- Platycapsus lateralis Linnavuori, 1975
- Platycapsus meneghettii (Odhiambo, 1961)
- Platycapsus pilosus Linnavuori, 1975